# 冷泉為綱

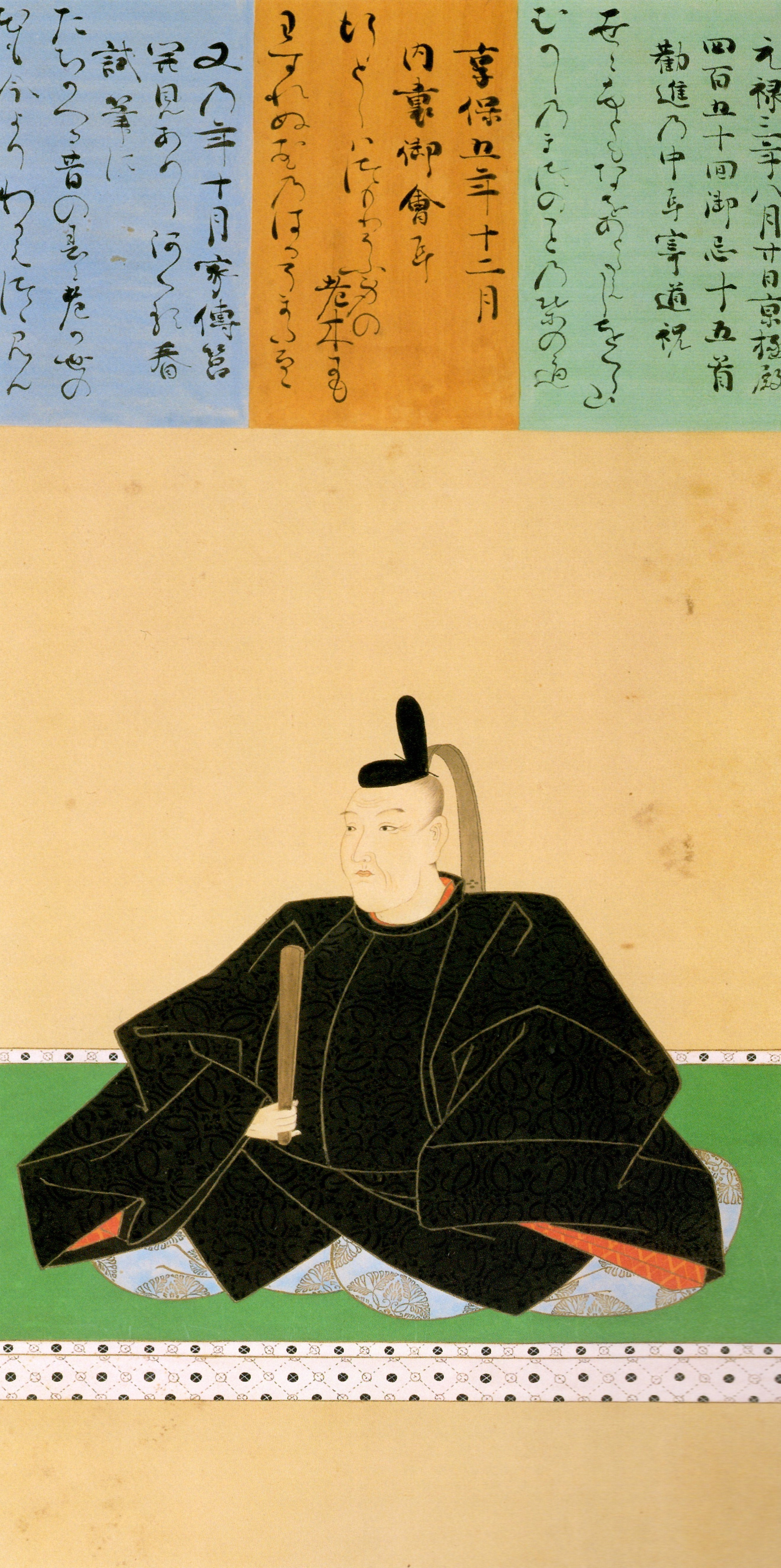
冷泉為綱

冷泉為綱（れいぜい ためつな、寛文4年（1664年）5月25日 - 享保7年（1722年）3月6日）は、江戸時代前期の公卿。法名は智堂、性覚。

## 官歴
- 寛文10年（1670年）：侍従
- 寛文13年（1673年）：従五位上
- 延宝5年（1677年）：正五位下、左少将
- 延宝9年（1681年）：従四位下
- 天和2年（1682年）：左中将
- 貞享2年（1685年）：従四位上
- 元禄2年（1689年）：正四位下
- 元禄6年（1693年）：従三位
- 元禄7年（1694年）：治部卿
- 元禄11年（1698年）：踏歌外弁
- 元禄16年（1703年）：左兵衛督
- 宝永元年（1704年）：参議、正三位
- 宝永2年（1705年）：左衛門督
- 宝永5年（1708年）：東照宮奉幣使
- 正徳元年（1711年）：従二位
- 正徳3年（1713年）：権中納言

## 系譜
- 父：冷泉為清
- 母：園基音の娘
- 子：冷泉為久
- 子：柳原光綱